# Мірагоан (озеро)
Мірагоан (фр. Lac de Miragoâne) - прісноводне озеро в Гаїті. Є одним з найбільших природних прісноводних водойм Вест-Індії.
Розташовано приблизно за 1 км на південний схід від міста Мірагоан. Становить близько 10 км в довжину (із заходу на схід) і 5 км в ширину (з півночі на південь). Площа озера - 25 км. В озеро впадає декілька невеликих потоків, а з його північно-західній частині випливає невелика річка, що впадає в бухту Мірагоан.